# Джалал III
Джалал III (годы рож. неизв.— ум. 1431 год) — армянский князь Хачена начала XV века. Представитель армянского княжеского рода Гасан-Джалаляны. Дети: Агбаст, Меджлис, Вардан, Агек, Амир-Гасан, Ованес, Атабак
В период его нахождения в плену около 1417 года княжеством правил племянник Заза. После его смерти власть унаследовал сын Агбаст.